# ЗАЗ A07A1 I-VAN
ZAZ A07A1 I-VAN (укр. ЗАЗ A07A «I-Ван») — украинский городской и междугородный автобус малого класса производства Запорожского автомобилестроительного завода. Выпускался с 2006 по 2021 год. Автобус изготовлен на шасси индийской фирмы «Tata Motors».

## Модель

### Создание
Проект создания автобусов I-VAN А07А был начат в 2005 году, кроме Запорожского завода их выпускают и в Черноморске на заводе «Ильичевский завод автоагрегатов». В конце 2005 года была создана опытная модель ЗАЗ А07А и избрано ей второе имя-прозвище «I-VAN», от имени Иван. Разработка автобуса-маршрутки была осуществлена совместно с ОАО «Укравтобуспром», в модели были использованы шасси ТАТА LP 613/38 от TATA Motors LTD (Индия). Практически идентичной моделью стал БАЗ-А079, известный под именем «Эталон». I-VAN А07А имел подобный дизайн, как у «Эталона», а также похожий салон и фактически неизменное место водителя и приборной панели. Серийное производство началось на полгода позже, в 2006-м из пригородной модели А07А1, был сконструирован городской автобус I-VAN А07А, производится с ноября 2006 года. Общим отличием от «Эталона» стал более широкий проход в салон и большая длина автобуса, в 2007 году дизайн передней маски был сильно изменен, хотя большинство запчастей и общий вид остались почти идентичными модели А079. В украинских городах эти модели начали появляться в 2007—2008 годах.

### Техническое описание
7-метровый автобус оборудован как для перевозки людей в городе, так и между городами на расстояние не больше 70 км. Кузов рамный, рама двухосная. Минимальный радиус поворота — 8 метров. Лобовое стекло панорамное, стеклоочистители расположены параллельно, при необходимости оба могут сниматься. Интересный факт: правый стеклоочиститель вытирает 90 процентов нужной поверхности, поэтому потребность в левом совсем незначительна. Обшивка кузова оцинкованная, состоит из металлических листов. Салон автобуса рассчитан в среднем на 35-43 человека (нормальная вместимость), однако общая пассажировместимость машины в часы «пик» превышает 45 и 50 человек. Сидений 23-27 штук в зависимости от модификации, обычно они обиты тканью с антивандальным покрытием, тип у них полужесткий, сиденья разобщены, в левом ряду парные, в правом одинарные. Вертикальные поручни расположены лишь у дверей, горизонтальные вдоль салона. На верхние поручни могут устанавливаться кожаные ручки. Двери одностворчатые, задние оборудованы сигналом открытия для водителя. Сиденье водителя с шасси TATA, приборная панель — прямая, рычаг коробки передач в середине настила. Автобус рассчитан на одно служебное место сбоку водительского места. Функции поворота, фар и клаксон объединены в один мультиджойстик. Есть подогрев на три режима, который располагается на панели.
Преимущества модели
- Быстрый ход
- Необычный дизайн
- Невысокие расходы топлива (14-16л)
- Невысокая стоимость
- Неприхотливость транспортного средства
- Надежный двигатель

Недостатки модели
- Сильная жара при полной загрузке
- Слабый вентилятор и обдув салона
- Низкая скорость и тяжесть управления при полной загрузке
- Неудобство стоять в большинстве мест в салоне
- Частые поломки приборов
- Узкий проход между креслами (в междугородней версии)
- Шумный двигатель
- Повышенная травматичность при резком торможении из-за расположения кресел и поручней
- Отсутствуют средства «воздушного ключа» (блокировка хода с открытыми дверями) и привода против травм при закрытии дверей.
- Зимой боковые зеркала имеют для водителя плохой обзор.

### Модификации
- ЗАЗ А07А — базовая модель
- ЗАЗ А07А.22 — городской автобус
- ЗАЗ А07А.23 — городской автобус
- ЗАЗ А07А1.10 — школьный автобус
- ЗАЗ А07А1.22 — пригородный автобус
- ЗАЗ А07А1.23 — пригородный автобус
- ЗАЗ А07А1.30 — пригородный автобус
- ЗАЗ А07А1.32 — пригородный автобус
- ЗАЗ А07А1.40 — пригородный автобус, Евро-3
- ЗАЗ А07А1.60 — пригородный автобус, мягкие сидения
- ЗАЗ А07А1.62 — пригородный автобус, мягкие сидения

## Технические характеристики

### Салон
| Параметры  | Характеристика              |
| ---------- | --------------------------- |
| Двери      | С пневмоприводом            |
| Вентиляция | Через форточки и вентилятор |
| Отопление  | Жидкостное через панели     |
| Кресла     | Из кожзаменителя или ткани  |

### Двигатель и КП
| Параметры      | Характеристика      |
| -------------- | ------------------- |
| Степень сжатия | 17.5                |
| Сцепление      | Сухое, однодисковое |

### Ходовые характеристики
| Шины                                                           | 7,5 х16-16 PR или 215/75 R 17,5                                      |                                                 |    |
| Рулевое управление                                             | Винт-шариковая гайка                                                 |                                                 |    |
| Тормозная система                                              | Пневматическое двухконтурный с тормозными колодками барабанного типа |                                                 |    |
| Максимальная скорость, км / ч                                  | 90-110                                                               |                                                 |    |
| Разгон 0-70 км / ч (полупустой), с                             | 26                                                                   |                                                 |    |
| Разгон 0-50 км / ч (полный), с                                 | 22                                                                   |                                                 |    |
| Расход топлива при скорости 60 км / ч, л/100 км                | 18                                                                   | Расход топлива при скорости 80 км / ч, л/100 км | 22 |
| Расход топлива при скорости (максимальной) 90 км / ч, л/100 км | 25                                                                   |                                                 |    |

## Конкуренты
- БАЗ А079
- Богдан А201
- Богдан А092
- ГалАЗ-3207
- ГалАЗ-3209
- Рута 37
- Стрий Авто А0756[укр.]